# Llista de peixos del riu Amur
Aquesta llista de peixos del riu Amur -incompleta- inclou 151 espècies de peixos que es poden trobar al riu Amur ordenades per l'ordre alfabètic de llur nom científic.

## A
- Abbottina rivularis
- Acanthogobius flavimanus
- Acanthogobius lactipes
- Acanthorhodeus chankaensis
- Acanthorhodeus macropterus
- Acheilognathus asmussii
- Acipenser medirostris
- Acipenser schrenckii
- Aphyocypris chinensis

## B
- Barbatula barbatula
- Barbatula toni
- Brachymystax lenok
- Brachymystax savinovi
- Brachymystax tumensis

## C

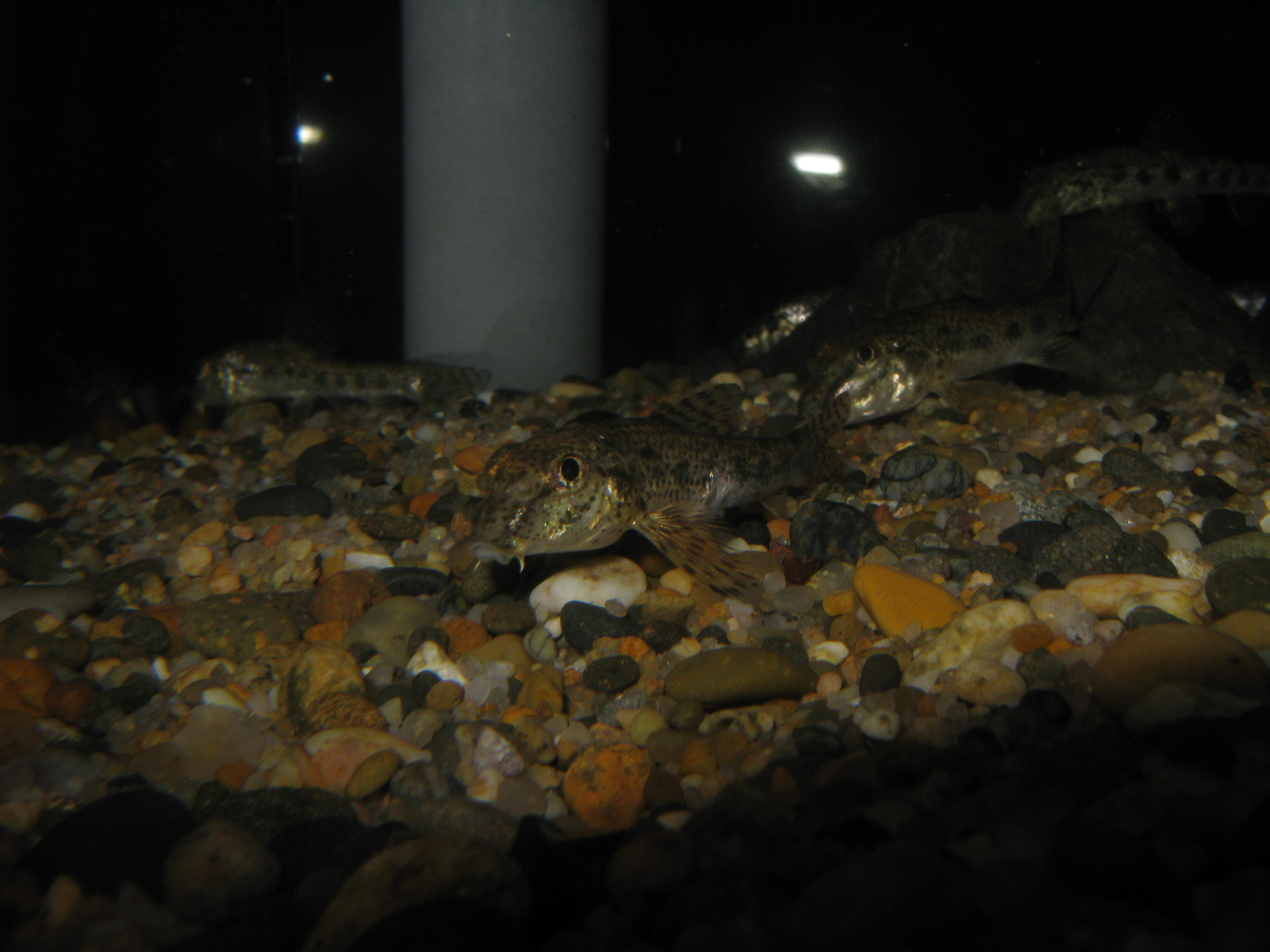
Abbottina rivularis

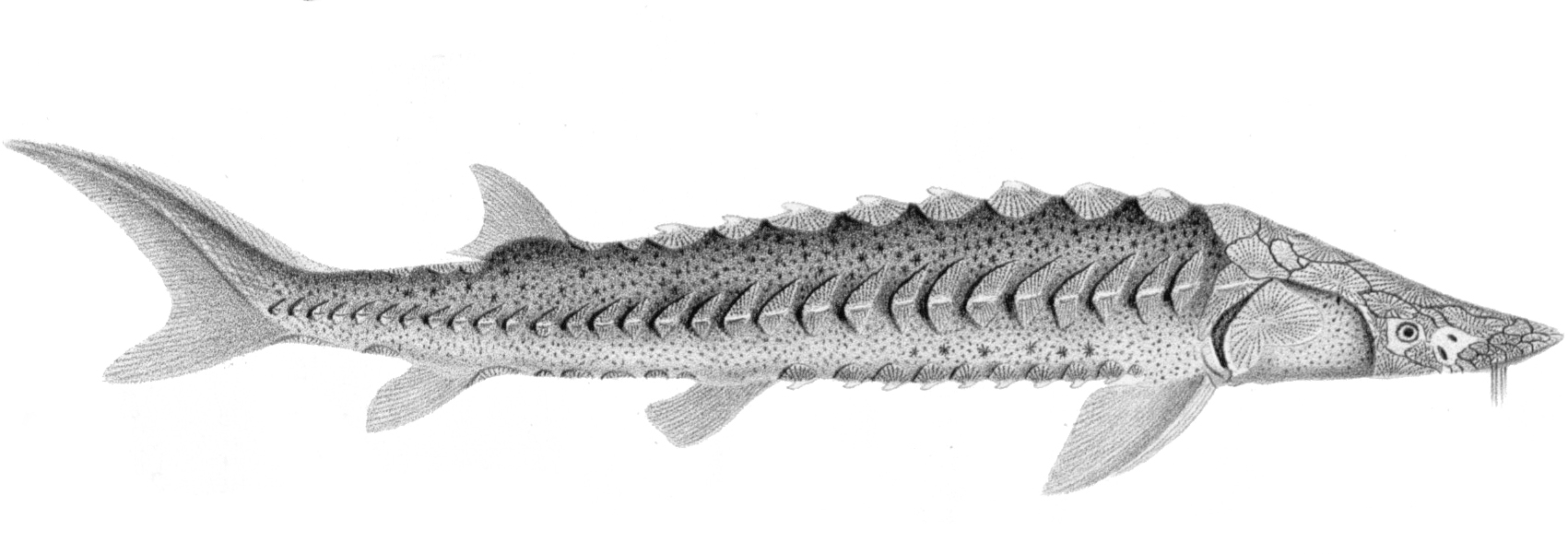
Acipenser medirostris

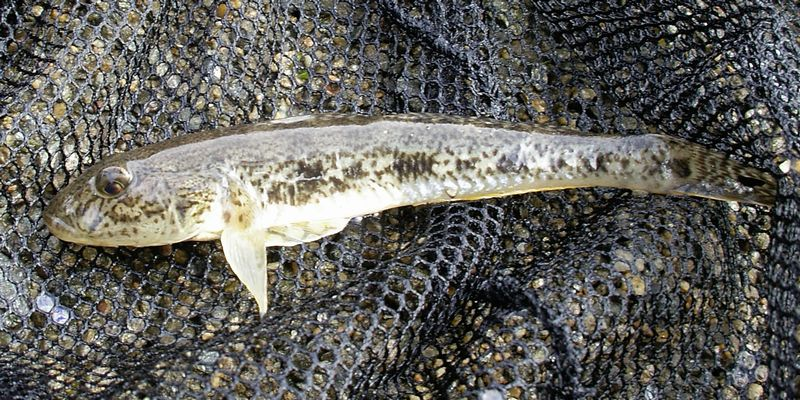
Acanthogobius flavimanus

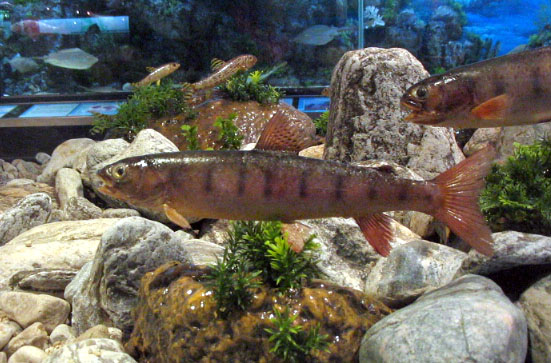
Brachymystax lenok

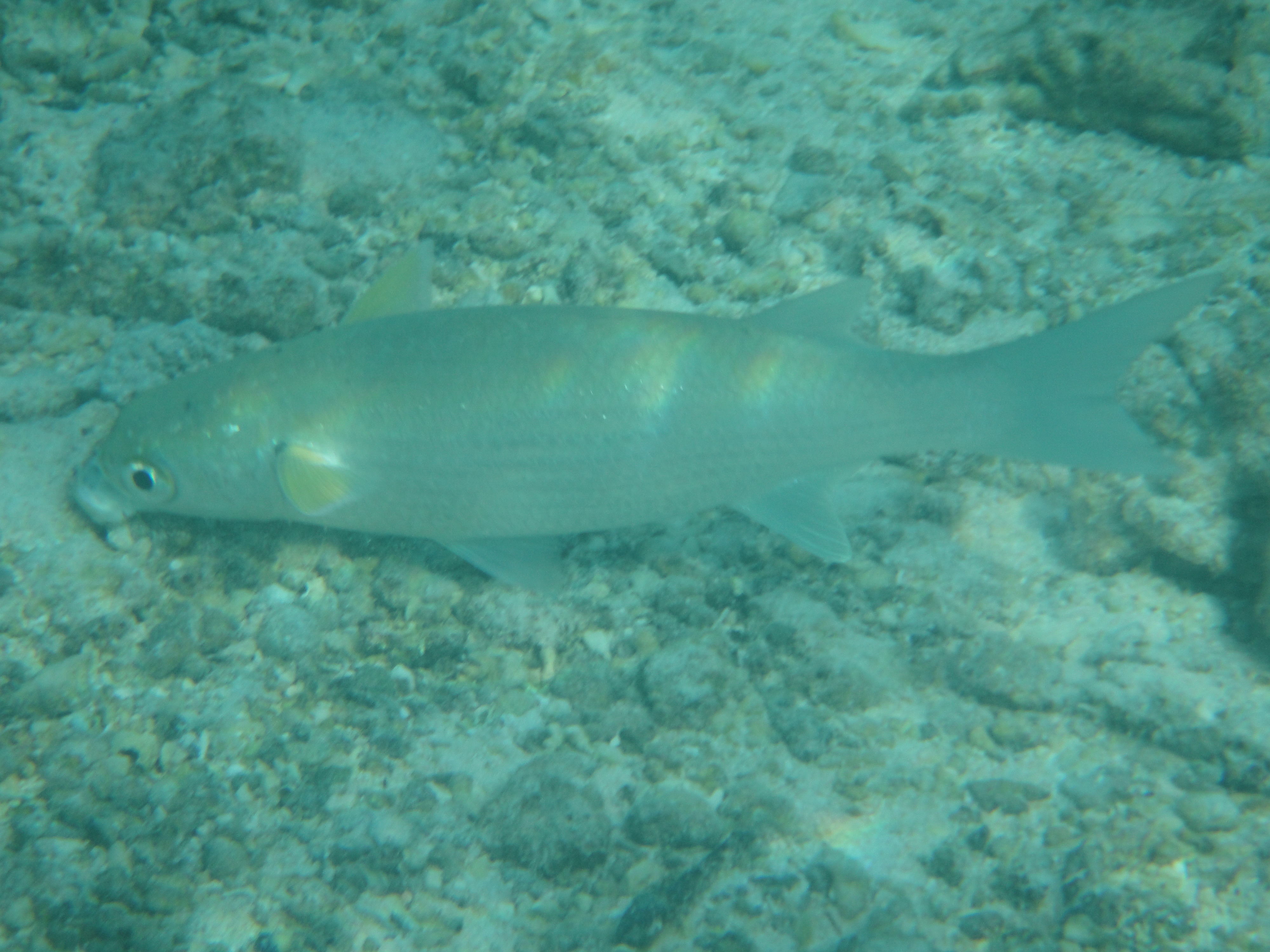
Crenimugil crenilabis

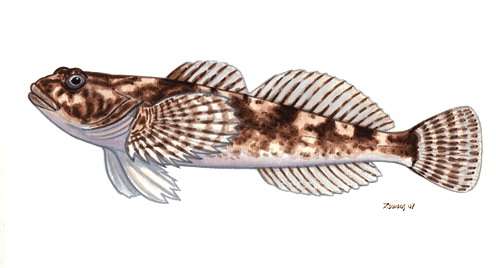
Cottus poecilopus

- Carassius carassius
- Carassius gibelio
- Channa argus argus
- Channa argus warpachowskii
- Chanodichthys dabryi
- Chanodichthys erythropterus
- Chanodichthys mongolicus
- Chanodichthys oxycephalus
- Cobitis choii
- Cobitis granoei
- Cobitis lebedevi[1]
- Cobitis lutheri
- Cobitis melanoleuca melanoleuca
- Coregonus chadary
- Coregonus ussuriensis
- Cottus hangiongensis
- Cottus poecilopus
- Cottus szanaga
- Craterocephalus randi
- Crenimugil crenilabis
- Ctenopharyngodon idella
- Culter alburnus
- Cyprinus carpio carpio
- Cyprinus carpio haematopterus
- Cyprinus rubrofuscus

## E
- Elopichthys bambusa
- Esox reichertii

## G

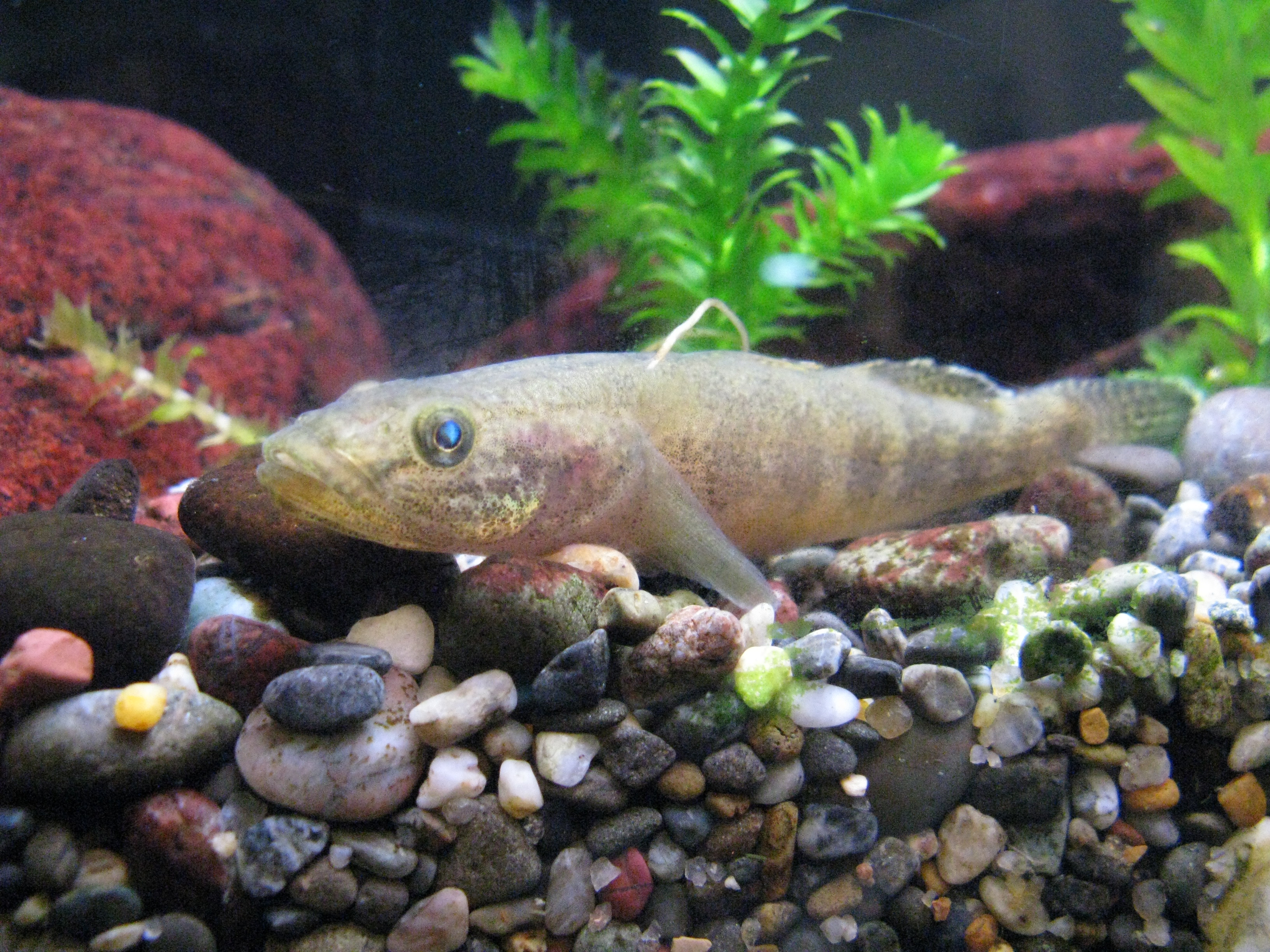
Gymnogobius urotaenia

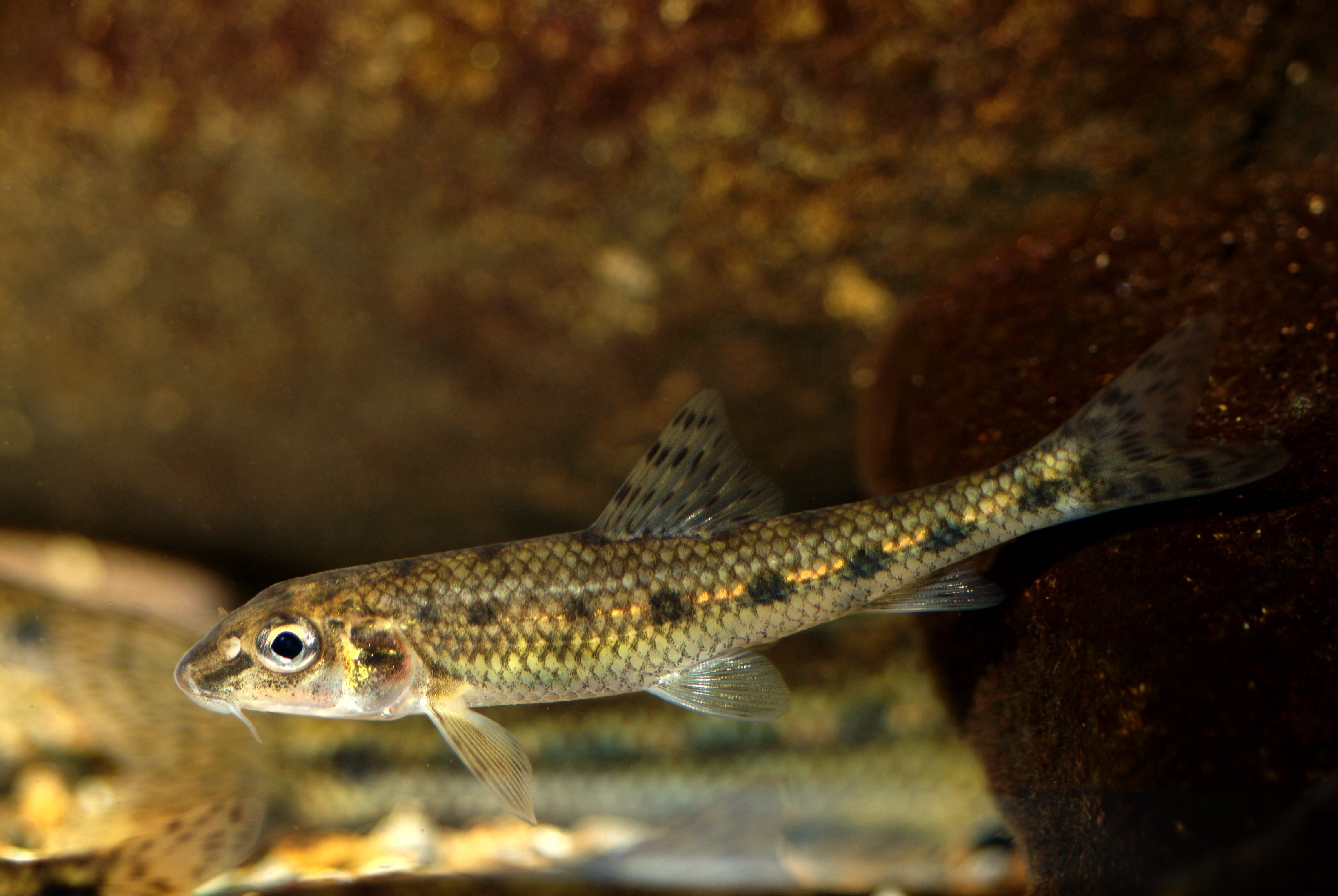
Gobi (Gobio gobio)

- Gnathopogon strigatus
- Gobio cynocephalus
- Gobio gobio
- Gobio soldatovi
- Gobiobotia pappenheimi
- Gymnogobius urotaenia

## H

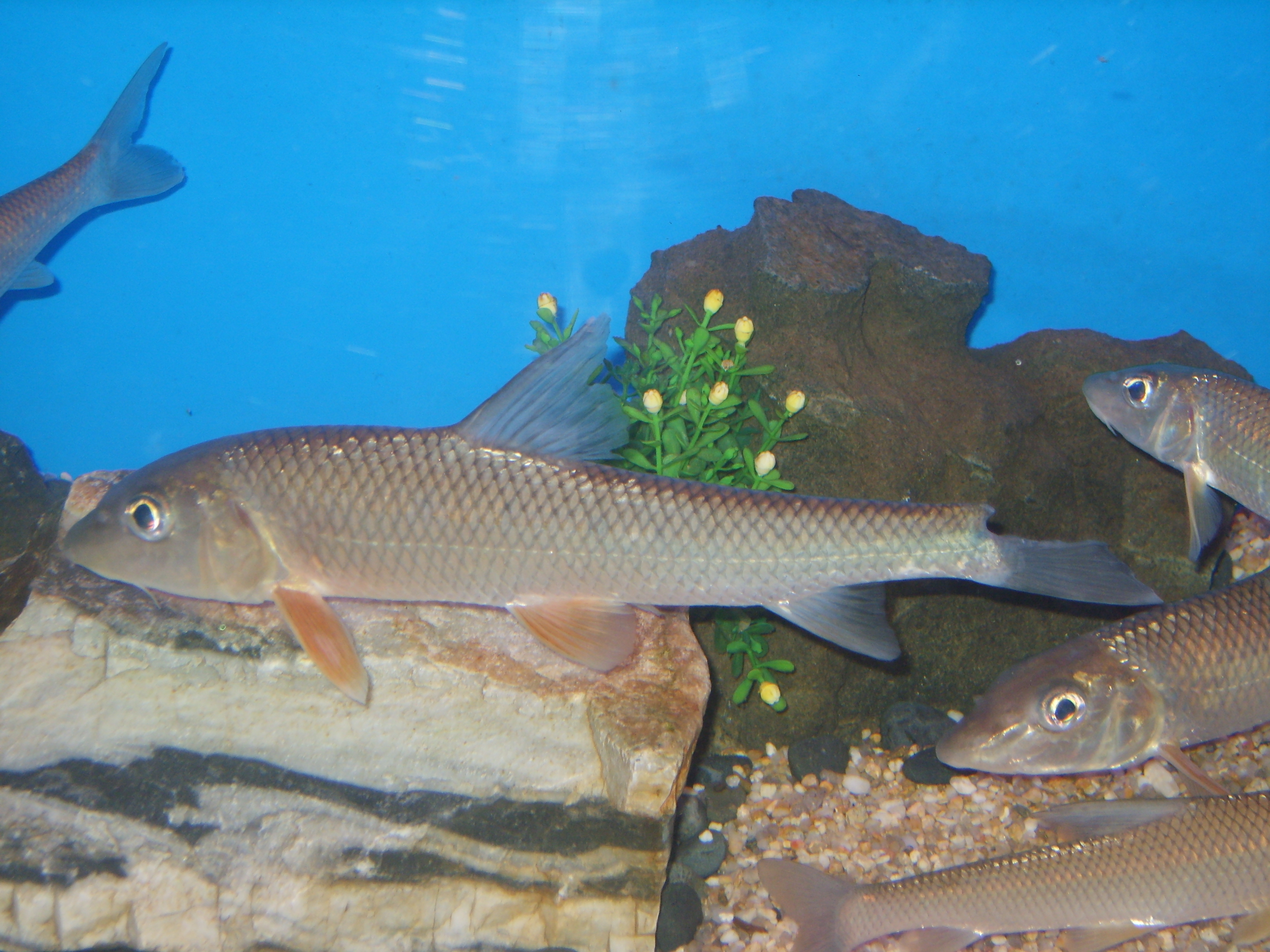
Hemibarbus labeo

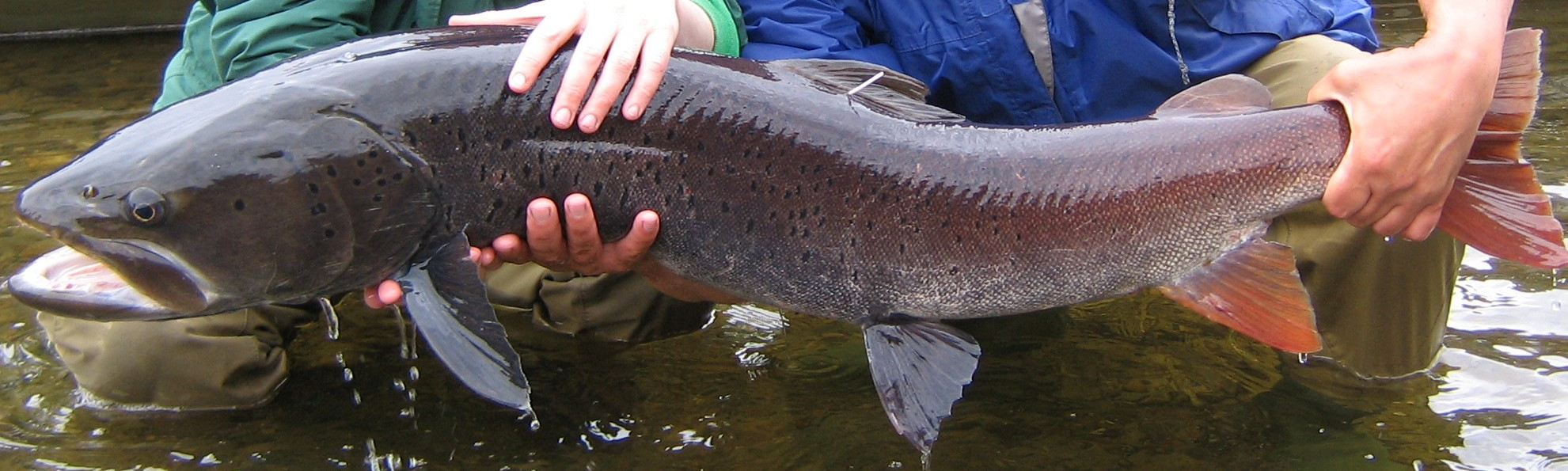
Hucho taimen

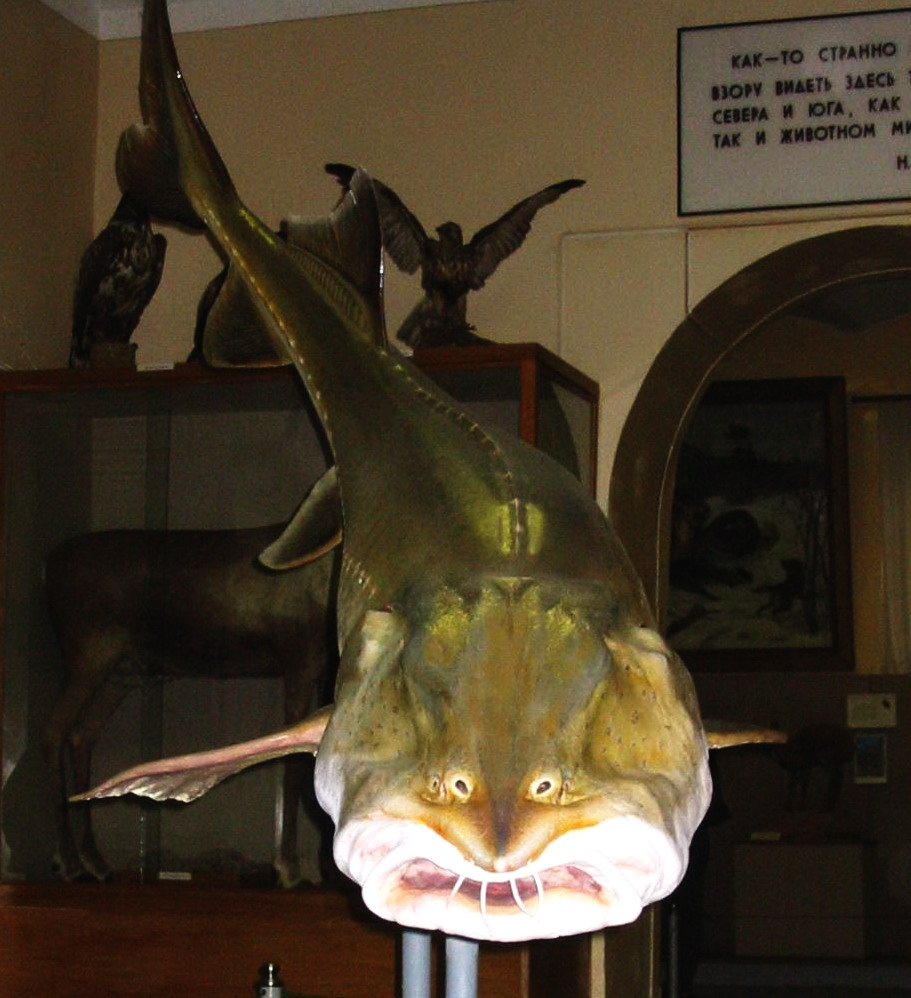
Huso dauricus

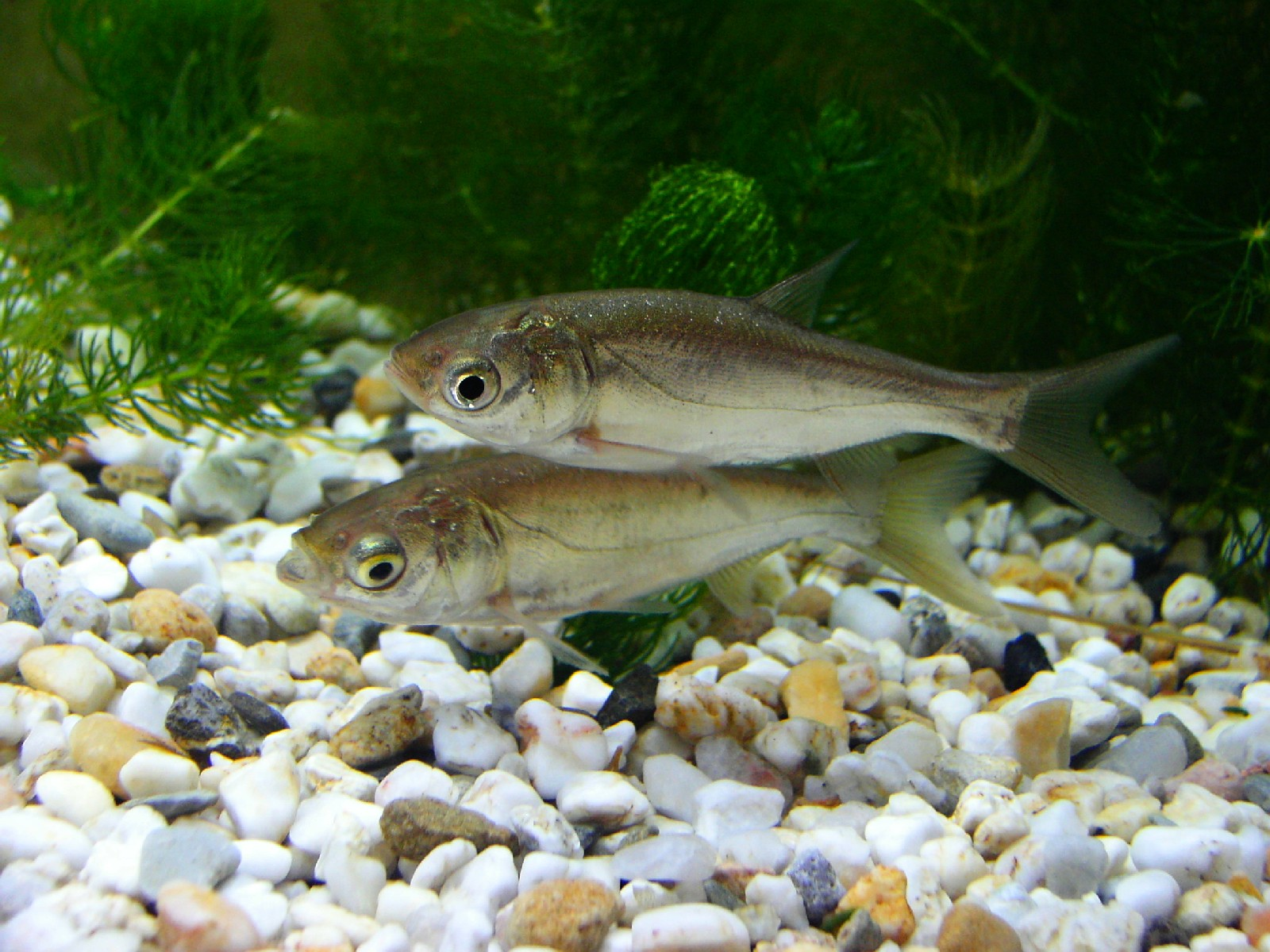
Hypophthalmichthys molitrix

- Hemibarbus labeo
- Hemibarbus maculatus
- Hemiculter bleekeri
- Hemiculter leucisculus
- Hemiculter lucidus
- Hucho taimen
- Huso dauricus
- Hypomesus nipponensis
- Hypomesus olidus
- Hypophthalmichthys molitrix
- Hypophthalmichthys nobilis

## I
- Iksookimia hugowolfeldi
- Iksookimia koreensis
- Iksookimia longicorpa
- Iksookimia pumila

## L
- Ladislavia taczanowskii
- Lefua costata
- Leiocassis herzensteini
- Leptobotia mantschurica
- Lethenteron camtschaticum
- Lethenteron reissneri
- Leuciscus waleckii
- Liopsetta pinnifasciata
- Liza haematocheilus
- Lota lota

## M
- Macropodus ocellatus
- Macropodus opercularis
- Megalobrama mantschuricus
- Megalobrama skolkovii
- Megalobrama terminalis

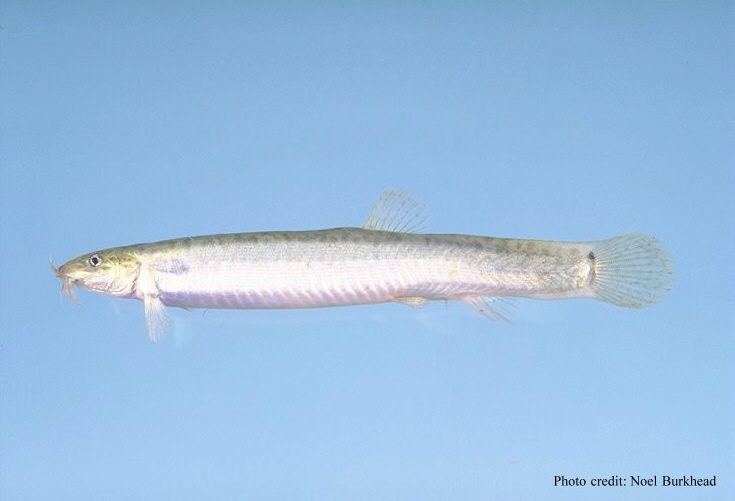
Misgurnus anguillicaudatus

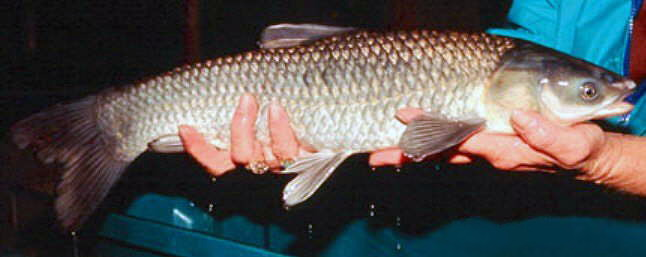
Mylopharyngodon piceus

- Megalocottus platycephalus taeniopterus
- Mesocottus haitej
- Micropercops cinctus
- Microphysogobio amurensis
- Microphysogobio tungtingensis
- Misgurnus anguillicaudatus
- Misgurnus mohoity
- Misgurnus nikolskyi
- Mugil cephalus
- Mugil soiuy
- Mylopharyngodon piceus

## O

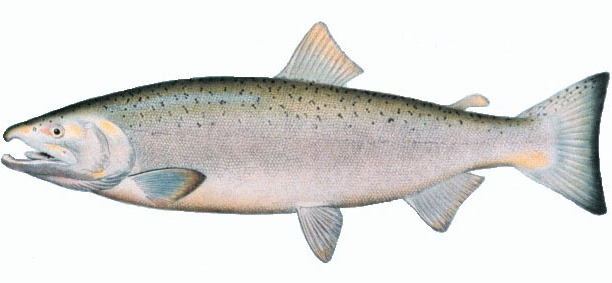
Salmó keta (Oncorhynchus keta)

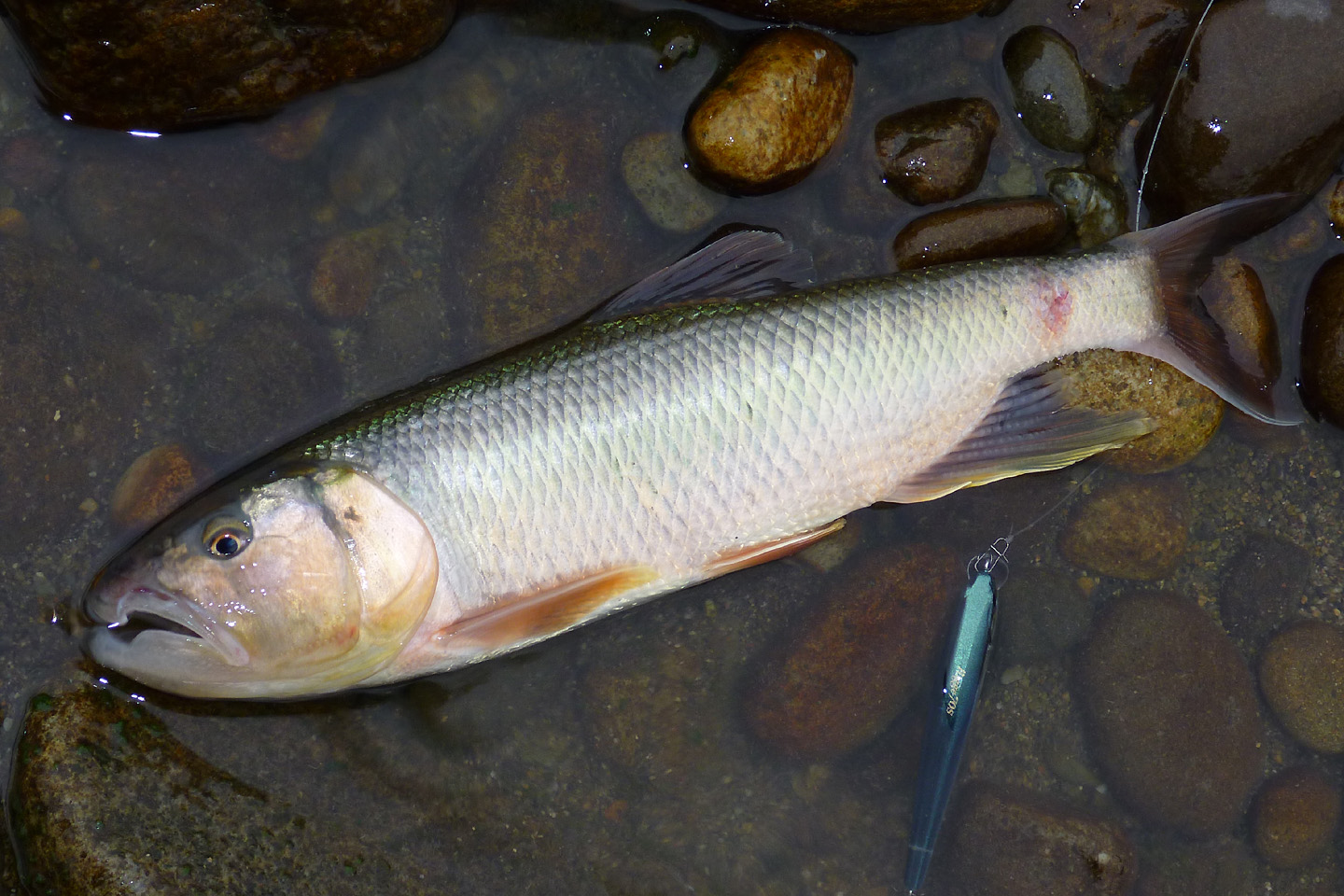
Opsariichthys uncirostris

- Ochetobius elongatus
- Oncorhynchus gorbuscha[2]
- Oncorhynchus keta
- Oncorhynchus kisutch
- Oncorhynchus masou masou
- Oncorhynchus mykiss
- Oncorhynchus nerka
- Oncorhynchus tshawytscha
- Opsariichthys bidens
- Opsariichthys uncirostris
- Osmerus mordax dentex

## P

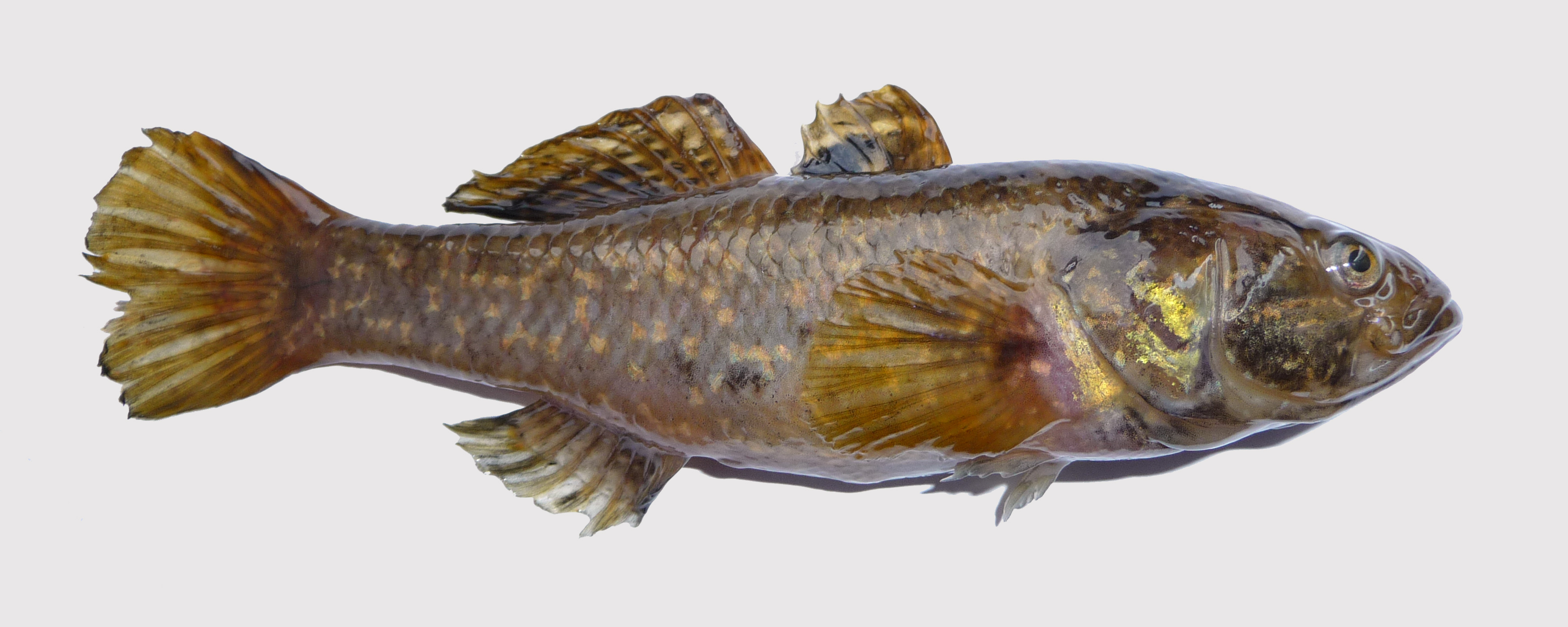
Perccottus glenii

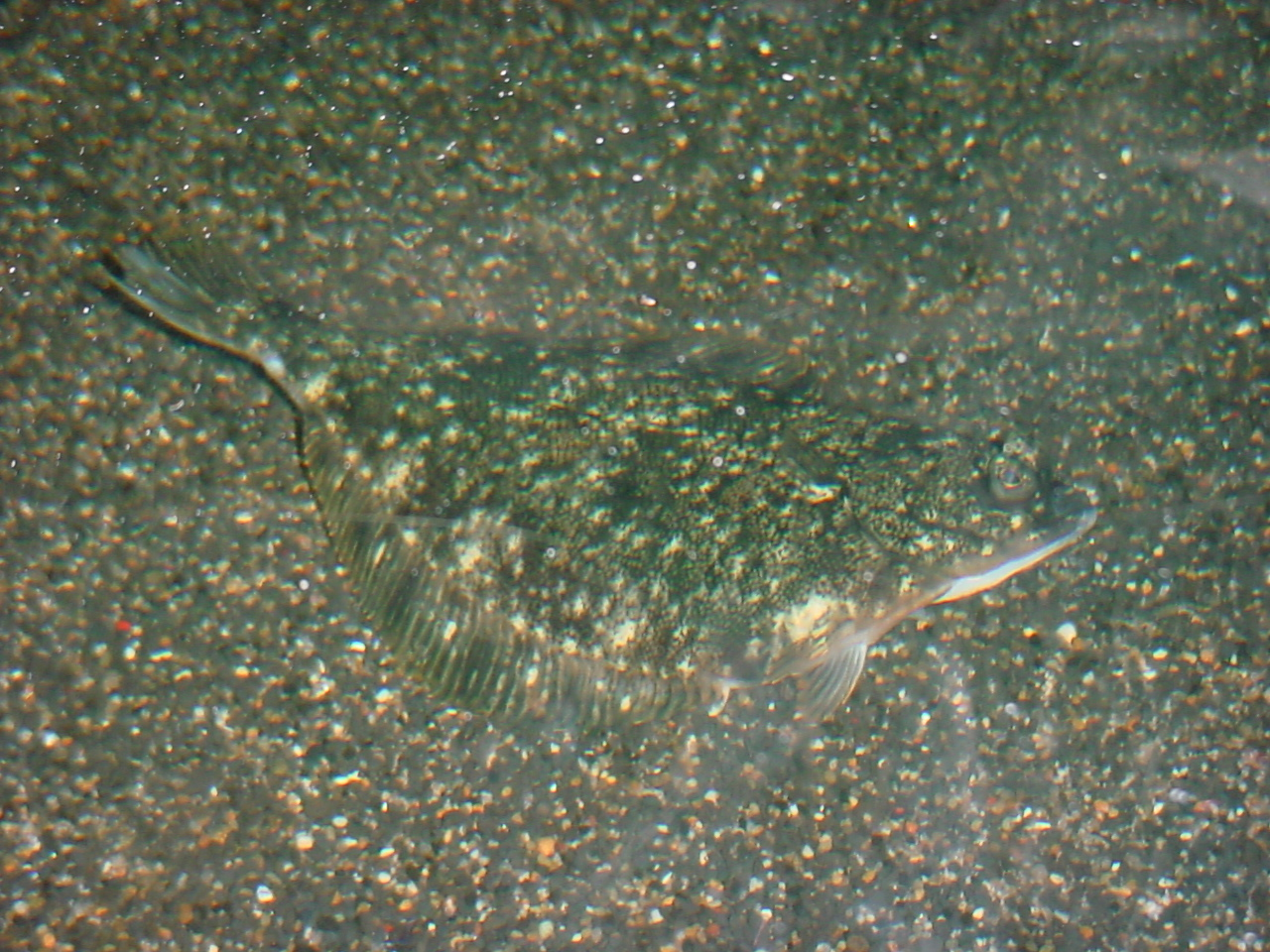
Platichthys stellatus

- Parabramis pekinensis
- Paramisgurnus dabryanus
- Pelteobagrus brashnikowi
- Pelteobagrus fulvidraco
- Pelteobagrus ussuriensis
- Perca fluviatilis
- Perccottus glenii
- Phoxinus phoxinus
- Plagiognathops microlepis
- Platichthys stellatus
- Pseudaspius leptocephalus
- Pseudobagrus mica
- Pseudobagrus wittenburgii
- Pseudorasbora parva
- Pungitius bussei
- Pungitius sinensis

## R
- Rhinogobius brunneus
- Rhinogobius lindbergi
- Rhinogobius similis
- Rhodeus amurensis
- Rhodeus lighti
- Rhodeus ocellatus ocellatus
- Rhodeus sericeus
- Rhynchocypris czekanowskii
- Rhynchocypris lagowskii
- Rhynchocypris oxycephalus
- Rhynchocypris percnurus
- Romanogobio tenuicorpus

## S
- Salangichthys microdon
- Salvelinus curilus

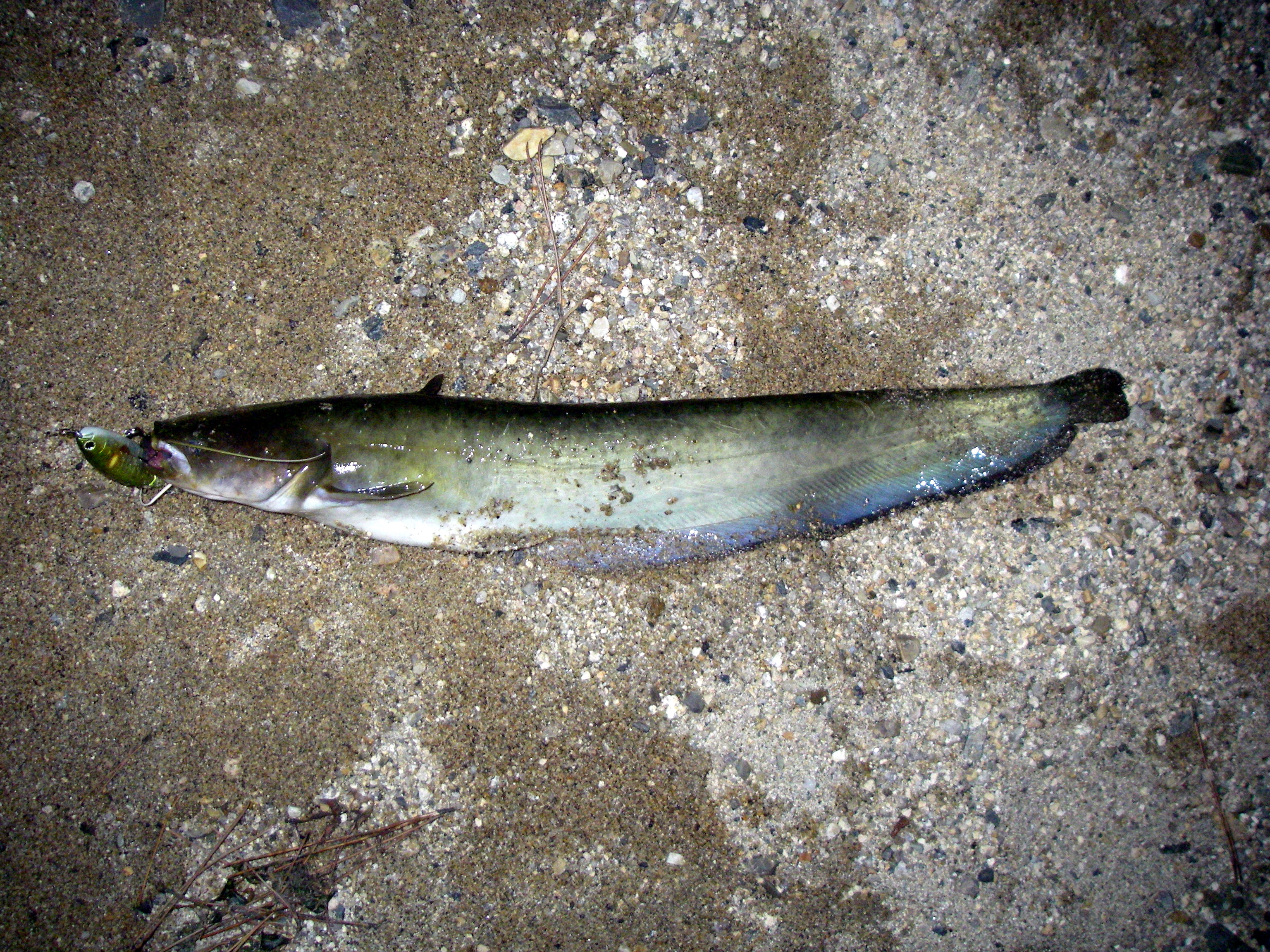
Silurus asotus

- Salvelinus leucomaenis leucomaenis
- Salvelinus malma malma
- Sander lucioperca
- Sarcocheilichthys czerskii
- Sarcocheilichthys nigripinnis nigripinnis
- Sarcocheilichthys sinensis sinensis
- Sarcocheilichthys soldatovi
- Saurogobio dabryi
- Silurus asotus
- Silurus microdorsalis
- Silurus soldatovi
- Siniperca chuatsi
- Squalidus argentatus
- Squalidus chankaensis chankaensis
- Squaliobarbus curriculus

## T

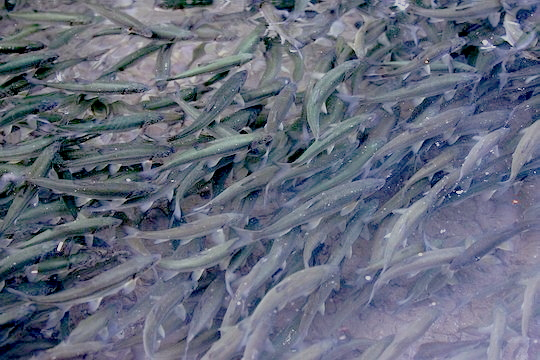
Tribolodon hakonensis

- Thymallus grubii flavomaculatus
- Thymallus grubii grubii
- Tribolodon brandtii
- Tribolodon hakonensis
- Tridentiger trigonocephalus

## V
- Variichthys jamoerensis

## X
- Xenocypris macrolepis[3]